# Christiane Ulrikka von Krogh
Christiane Ulrikka von Krogh, født Lerche (1. november 1730, død 21. august 1803) var en dansk adelsdame.
Hun var en datter af kontreadmiral og overlods Christian Lerche (1712-1793) og Hilleborg Levine f. komtesse Holck.
26. maj 1759 ægtede hun Caspar Hermann von Krogh. Hun var dame de l'union parfaite.